# Numerikus analízis

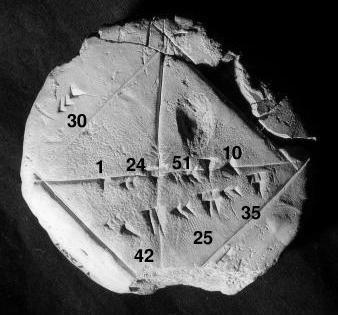
YBC 7289-es babiloni agyagtábla
(ie. 1800–1600)

A numerikus analízis a matematikai - elsősorban, analitikus - problémák közelítő megoldásával foglalkozik. Az egyik legrégebbi matematikai írás az YBC 7289-es számú Babilóniai agyagtábla, amely 60-as számrendszerben jegyezte le a {\displaystyle {\sqrt {2}}} numerikus közelítését, ami egy egység négyzet átlójának hossza. A numerikus analízis folytatja ezt a hosszú tradíciót, de nem keres pontos megoldásokat, mert a gyakorlatban lehetetlen ilyeneket adni. A numerikus analízis közelítő megoldásokra törekszik, de úgy, hogy bizonyos elfogadható hibahatáron belül maradjanak.
Alkalmazzák mérnöki tudományokban és a természettudományok több ágában. A numerikus analízis egyik ága, a numerikus lineáris algebra nélkülözhetetlen a kvantitatív pszichológiában.
A számítógépek elterjedése előtt a numerikus számításokat kézzel végezték, a huszadik század közepétől azonban fokozatosan számítógépek váltották fel ezt a módszert.
A numerikus analízis elhelyezkedése a matematikán belül egyáltalán nem rögzült: kiinduló problémái egy része alapján az analízis egy alágának is tekinthető lenne, azonban a (folytonos) analízissel szemben, jellege, módszerei alapján közelebb áll a diszkrét matematikához. Mivel a gyakorlatban a numerikus eljárásokat szinte kizárólag számítógéppel (ezen belül is, komputeralgebra-rendszerekkel) hajtják végre, az ennek során fellépő problémákra (gépi rendszermodellezés, számábrázolás, algoritmusok stabilitása stb.) tekintettel, a számítógéptudománnyal is rokonítható. Filep László az előbbi lehetőség mellett említi, hogy sokan a matematikai optimalizálás, ill. operációkutatás alágába sorolják .

## Részterületek
A numerikus analízis kutatása részterületekre oszlik.

### Numerikus lineáris algebra
Lineáris egyenletrendszerek numerikus megoldásával foglalkozik a numerikus lineáris algebra. Az egyik közismert algoritmus lineáris egyenletrendszerek megoldására a Gauss elimináció, amely {\displaystyle O(n^{3})} idő alatt számítja ki a megoldást, ahol n az ismeretlenek száma.

### Egyenletek és egyenletrendszerek numerikus megoldása
Számítások során gyakran kell adott egyenleteknek a megoldásait megkeresnünk. Két esetet különböztethetünk meg: az egyenlet lehet lineáris és nemlineáris. Például, a {\displaystyle 2x+5=3} egyenlet lineáris, míg a {\displaystyle 2x^{2}+5=3} nemlineáris.
A lineáris egyenletrendszerek megoldására, sok különböző módszert dolgoztak ki. Ezek a metódusok mátrixfelbontásokat alkalmaznak, ilyenek a Gauss-elimináció, LU felbontás, Cholesky-felbontás a szimmetrikus (vagy Hermite-féle) és pozitív definit mátrixokra, és QR felbontás a nem négyzetes mátrixokra. Iteratív módszerek a Jacobi-módszer, Gauss–Seidel-módszer, szukcesszív túlrelaxálás módszere és a konjugált gradiens módszere, ezeket nagy számú egyenletekből álló egyenletrendszerekre alkalmazzák.
Gyökkereső algoritmusokat használunk nemlineáris egyenletek megoldására (azért ez a nevük, mert a függvény gyökeinek hívjuk azokat a pontokat, ahol a függvény értéke zéró). Ha a függvény deriválható és a derivált ismert, akkor a Newton-módszer jól alkalmazható. A linearizálás egy másik módszer nemlineáris egyenletek megoldására.

### Nemlineáris egyenletek numerikus megoldása
Léteznek numerikus algoritmusok nemlineáris egyenletekhez is. A fixpont tételt felhasználva például konvergens rekurzív algoritmus adható bizonyos feltételek mellett.

### Interpoláció és approximáció
Interpolációról beszélünk, ha egy adott {\displaystyle {\mathcal {F}}} függvényosztályból keresünk egy olyan f függvényt amely megadott helyeken megadott értékeket vesz fel. Ilyen függvényeket határoznak meg az interpolációs algoritmusok:
{\displaystyle \forall i\in [1..n]:f(x_{i})=y_{i}}
Approximációról beszélünk, ha egy adott {\displaystyle {\mathcal {F}}} függvényosztályból keresünk egy olyan f függvényt amely megadott pontokban megadott értékeket minél jobban közelít. A távolság általában, de nem feltétlenül az eltérések négyzetösszege:
{\displaystyle \min _{f\in {\mathcal {F}}}\sum _{i=1}^{n}(f(x_{i})-y_{i})^{2}}

### Sajátértékprobléma
Mátrixok sajátértékeinek numerikus meghatározásával foglalkoznak a sajátértékalgoritmusok.

### Numerikus integrálás
Függvények integráljának algoritmikus kiszámítását numerikus integrálásnak hívják. Két legismertebb és leggyakrabban használt módszere a trapéz- és a Simpson-módszer.

### Differenciálegyenletek numerikus megoldása
Differenciálegyenletek numerikus analízisének széles körben ismert és alkalmazott közelítő eljárása a Runge–Kutta-módszer család, amelyet Carl Runge és Martin Wilhelm Kutta német matematikusok dolgoztak ki 1900 körül.

## Szoftverek
A numerikus analízis algoritmusai általánosak, így a legtöbb programnyelven implementálhatóak. Vannak azonban kifejezetten numerikus számításokra optimalizált szoftvereszközök is:
- Maple
- MATLAB
- Mathematica
- MuPAD
- Octave